# Brave New World (álbum de Styx)
Brave New World es un álbum de estudio de la banda de hard rock estadounidense Styx, publicado el 29 de junio de 1999. Es el primer álbum de la banda en contar con el baterista Todd Sucherman, en reemplazo de John Panozzo, quien falleció en 1996. También marcó el retorno a la banda de Tommy Shaw y la salida de Glen Burtnik. Es el último disco de Styx que cuenta con su cofundador cantante y tecladista Dennis DeYoung.  

## Lista de canciones
| N.º | Título                                       | Vocalista principal | Duración |  |
| 1.  | «I Will Be Your Witness»                     | Shaw                | 4:31     |  |
| 2.  | «Brave New World»                            | Shaw                | 5:14     |  |
| 3.  | «While There's Still Time»                   | DeYoung             | 3:53     |  |
| 4.  | «Number One»                                 | Shaw                | 4:33     |  |
| 5.  | «Best New Face»                              | Shaw                | 3:36     |  |
| 6.  | «What Have They Done to You»                 | Young, Shaw         | 4:33     |  |
| 7.  | «Fallen Angel»                               | DeYoung             | 4:49     |  |
| 8.  | «Everything Is Cool»                         | Shaw                | 5:19     |  |
| 9.  | «Great Expectations»                         | DeYoung             | 4:44     |  |
| 10. | «Heavy Water»                                | Young, Shaw         | 4:29     |  |
| 11. | «High Crimes & Misdemeanors (Hip Hop-Cracy)» | DeYoung             | 3:26     |  |
| 12. | «Just Fell In»                               | Shaw                | 3:25     |  |
| 13. | «Goodbye Roseland»                           | DeYoung             | 3:49     |  |
| 14. | «Brave New World» (Reprise)                  | Shaw                | 3:31     |  |

## Créditos
- Dennis DeYoung - voz, teclados, acordeón
- James "JY" Young - voz, guitarras
- Tommy Shaw - voz, guitarras
- Chuck Panozzo - bajo
- Todd Sucherman - batería y percusión